# گمینا چارنا (شهرستان بیشچاد)
گمینا چارنا (شهرستان بیشچاد) (به لهستانی:  Gmina Czarna) یک گمینا در لهستان است که در شهرستان بیشچاد واقع شده‌است. گمینا چارنا ۱۸۴٫۶۲ کیلومتر مربع مساحت و ۲٬۳۹۳ نفر جمعیت دارد.